# Sander Bisseling
Sander Bisseling es un deportista neerlandés que compitió en ciclismo en la modalidad de BMX. Ganó una medalla de plata en el Campeonato Mundial de Ciclismo BMX, en la prueba de cruiser masculino.

## Palmarés internacional
| Campeonato Mundial | Campeonato Mundial   | Campeonato Mundial | Campeonato Mundial |
| Año                | Lugar                | Medalla            | Competición        |
| ------------------ | -------------------- | ------------------ | ------------------ |
| 2009               | Adelaida (Australia) | Medalla de plata   | Carrera            |